# Oreochromis
Oreochromis – rodzaj słodko- i słonawowodnych ryb okoniokształtnych z rodziny pielęgnicowatych (Cichlidae). Wszystkie ryby z tego rodzaju są pyszczakami – inkubują ikrę w pysku, przy czym u wszystkich gatunków rolę opiekuna podejmuje wyłącznie samica. Wraz z rodzajami Sarotherodon, Iranocichla i Tristramella tworzą takson monofiletyczny.

## Występowanie
Pierwotny zasięg występowania obejmuje Afrykę oraz kraje Lewantu: rzeka Nil, Jebel Marra, jezioro Czad, rzeki Niger, Wolta, Gambia i Senegal. Za sprawą wysokiej zdolności przystosowania się do warunków środowiskowych i dzięki rozwojowi akwakultury tilapie z tego rodzaju obecne są teraz w wodach tropikalnych na całym świecie, w tym w Azji i Ameryce Łacińskiej.

## Znaczenie gospodarcze
Największe znaczenie gospodarcze mają: tilapia nilowa (Oreochromis niloticus), mozambijska (O. mossambicus) i złota (O. aureus). W latach 2004–2005 średnie połowy tilapii w wodach śródlądowych na świecie wyniosły 750 tys. ton. Akwakultura dostarczyła w 2006 roku (dane FAO FishStat Plus) 2,36 mln ton tilapii i innych ryb pielęgnicowatych. Największymi producentami są: Chiny, Egipt, Indonezja, Filipiny, Tajlandia, Brazylia, Honduras, Kolumbia i Ekwador. W Europie także rozpoczęto eksperymentalną hodowlę tilapii. W Polsce mięso tilapii dostępne jest w sieciach handlowych, w postaci filetów mrożonych jednostkowo (IQF).

## Klasyfikacja
Współcześnie żyjące gatunki zaliczane do tego rodzaju:
- Oreochromis alcalicus (Hilgendorf, 1905)
- Oreochromis amphimelas (Hilgendorf, 1905)
- Oreochromis andersonii (Castelnau, 1861)
- Oreochromis angolensis (Trewavas, 1973)
- Oreochromis aureus (Steindachner, 1864) – tilapia złota[potrzebny przypis]
- Oreochromis chungruruensis (Ahl, 1924)
- Oreochromis esculentus (Graham, 1928)
- Oreochromis grahami (Boulenger, 1912)
- Oreochromis hunteri Günther, 1889
- Oreochromis ismailiaensis Mekkawy, 1995
- Oreochromis jipe (Lowe, 1955)
- Oreochromis karomo (Poll, 1948)
- Oreochromis karongae (Trewavas, 1941)
- Oreochromis korogwe (Lowe, 1955)
- Oreochromis latilabris Seegers & Tichy, 1999
- Oreochromis lepidurus (Boulenger, 1899)
- Oreochromis leucostictus (Trewavas, 1933)
- Oreochromis lidole (Trewavas, 1941)
- Oreochromis macrochir (Boulenger, 1912)
- Oreochromis malagarasi Trewavas, 1983
- Oreochromis mortimeri (Trewavas, 1966)
- Oreochromis mossambicus (Peters, 1852) – tilapia mozambijska[7], tilapia natalska[7]
- Oreochromis mweruensis Trewavas, 1983
- Oreochromis ndalalani Seegers & Tichy, 1999
- Oreochromis niloticus (Linnaeus, 1758) – tilapia nilowa[7][8]
- Oreochromis placidus (Trewavas, 1941)
- Oreochromis rukwaensis (Hilgendorf & Pappenheim, 1903)
- Oreochromis saka (Lowe, 1953)
- Oreochromis salinicola (Poll, 1948)
- Oreochromis schwebischi (Sauvage, 1884)
- Oreochromis shiranus Boulenger, 1897
- Oreochromis spilurus (Günther, 1894)
- Oreochromis squamipinnis (Günther, 1864)
- Oreochromis tanganicae (Günther, 1894)
- Oreochromis upembae (Thys van den Audenaerde, 1964)
- Oreochromis urolepis (Norman, 1922)
- Oreochromis variabilis (Boulenger, 1906)

Gatunkiem typowym rodzaju jest Oreochromis hunteri.
Ze śladów kopalnych znany jest Oreochromis lorenzoi z wczesnego miocenu środkowych Włoch.

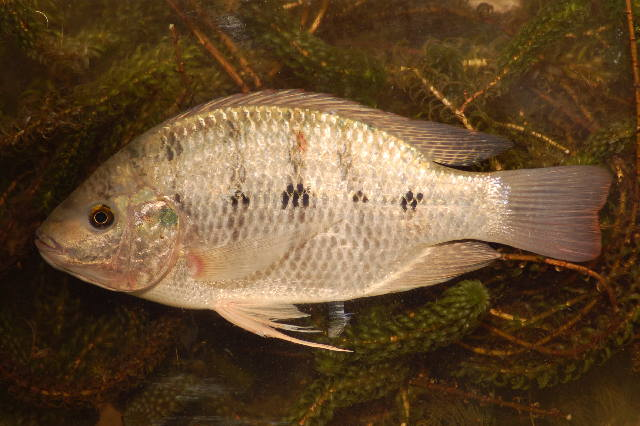
Oreochromis andersonii
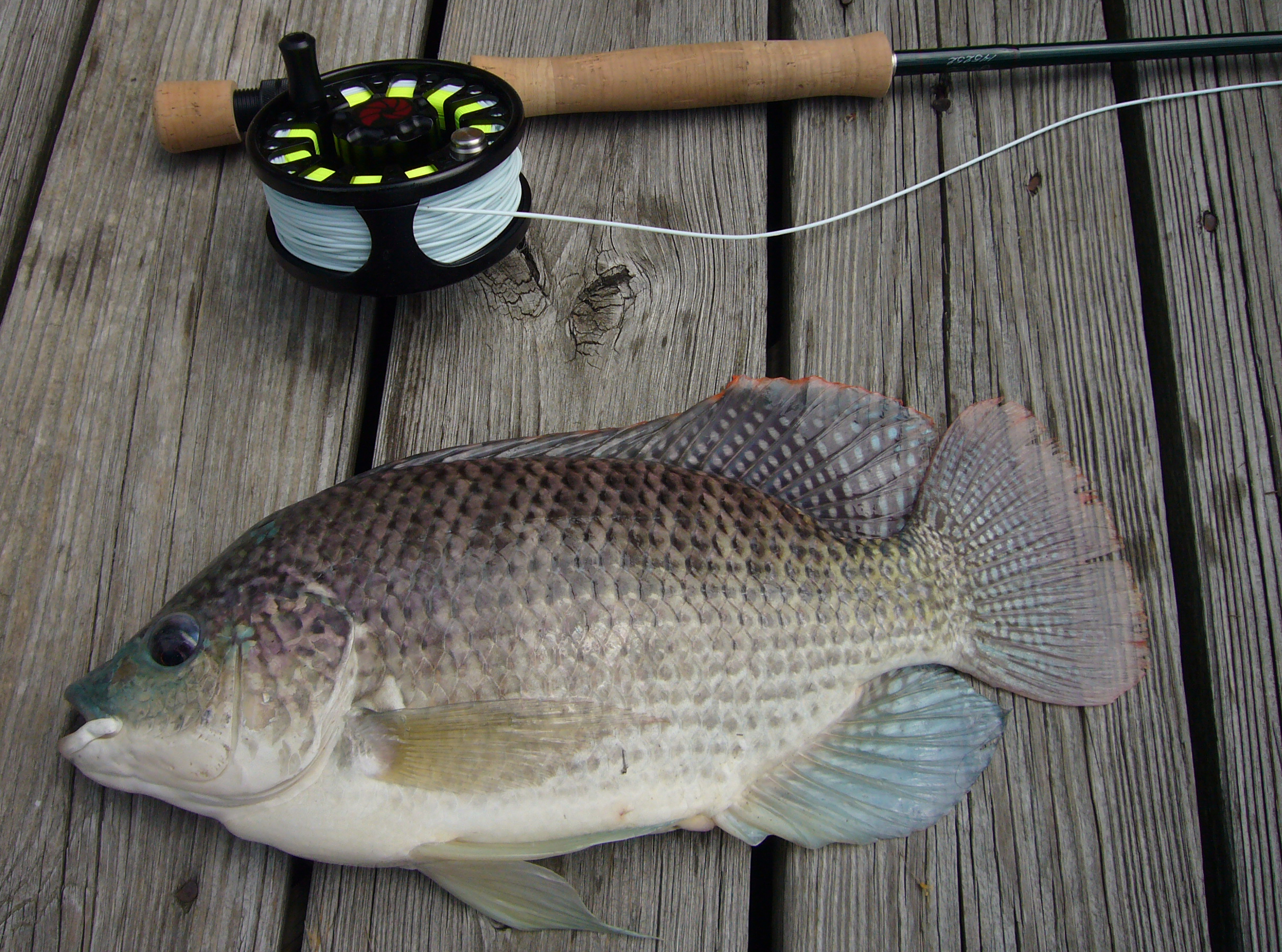
Oreochromis aureus
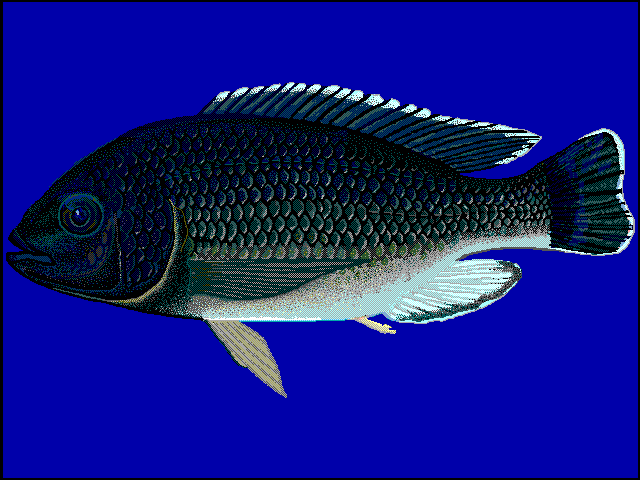
Oreochromis karongae
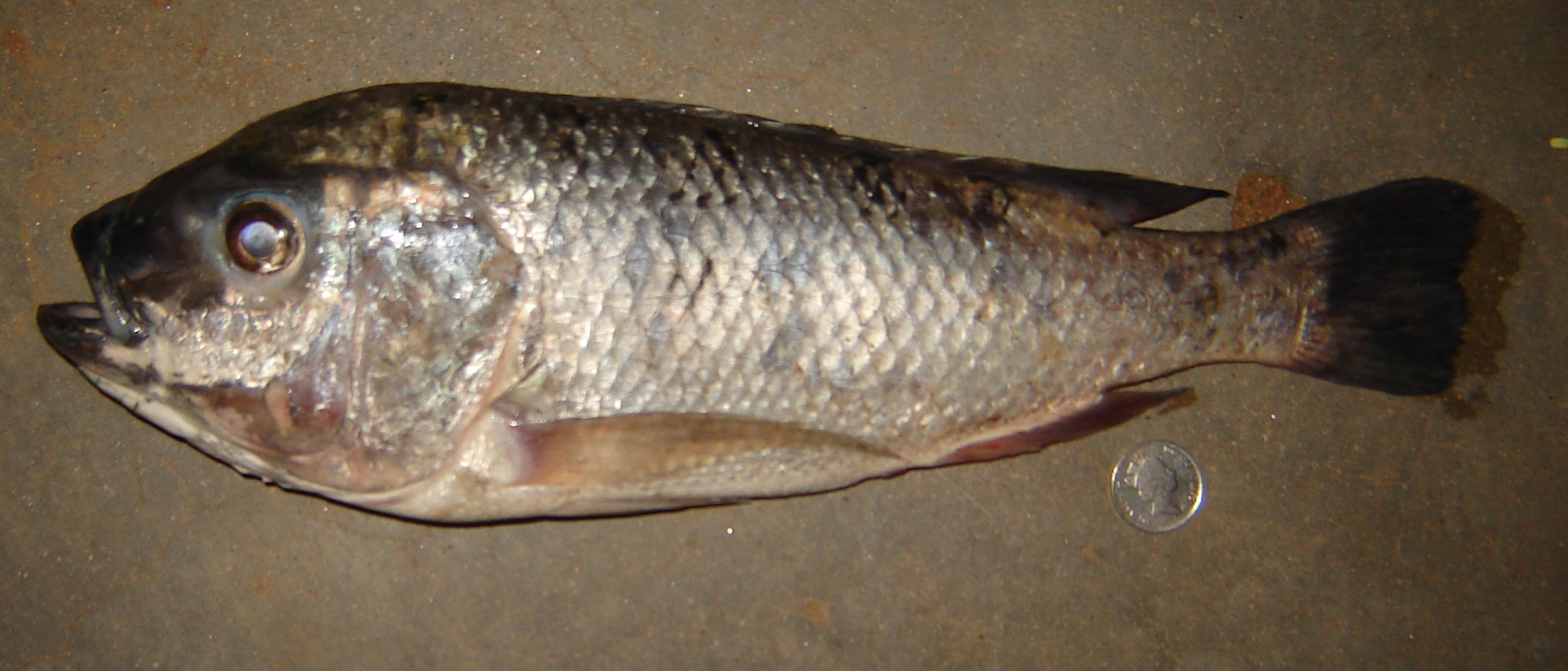
Oreochromis lidole
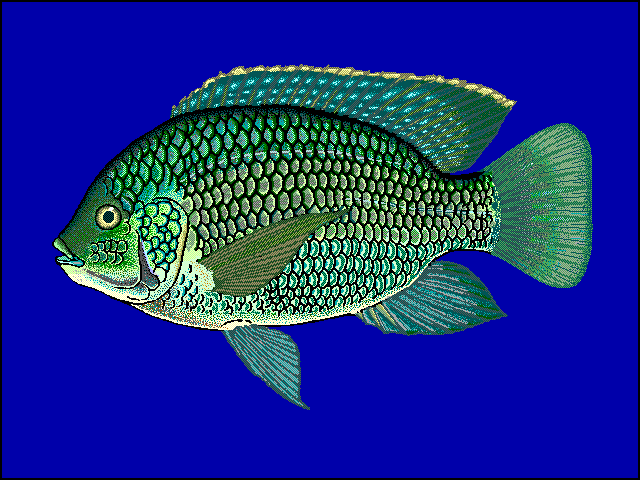
Oreochromis macrochir
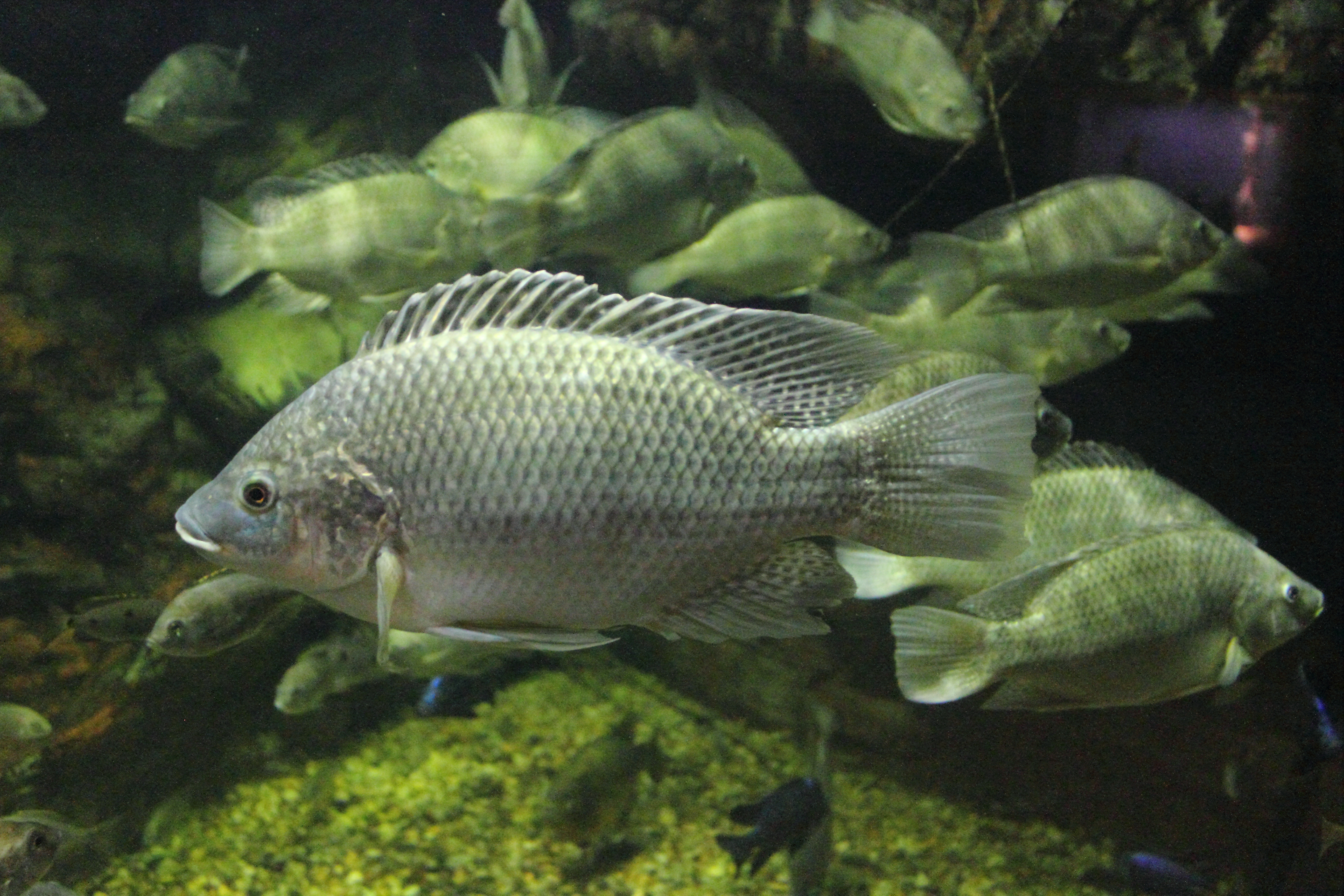
Oreochromis mossambicus
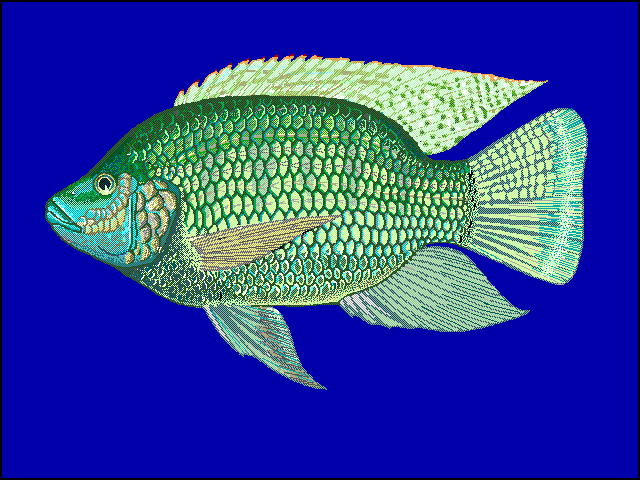
Oreochromis placidus
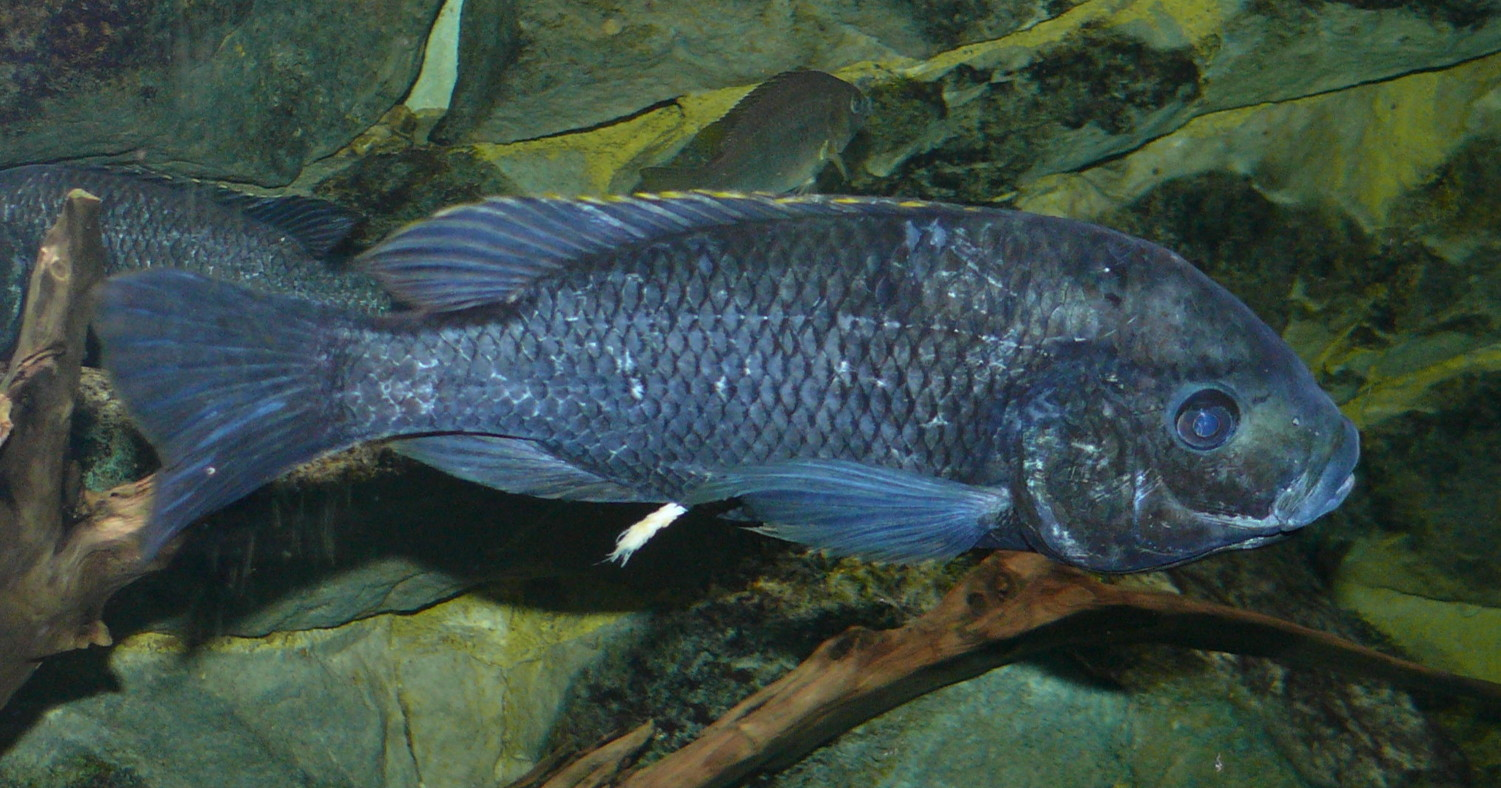
Oreochromis squamipinnis
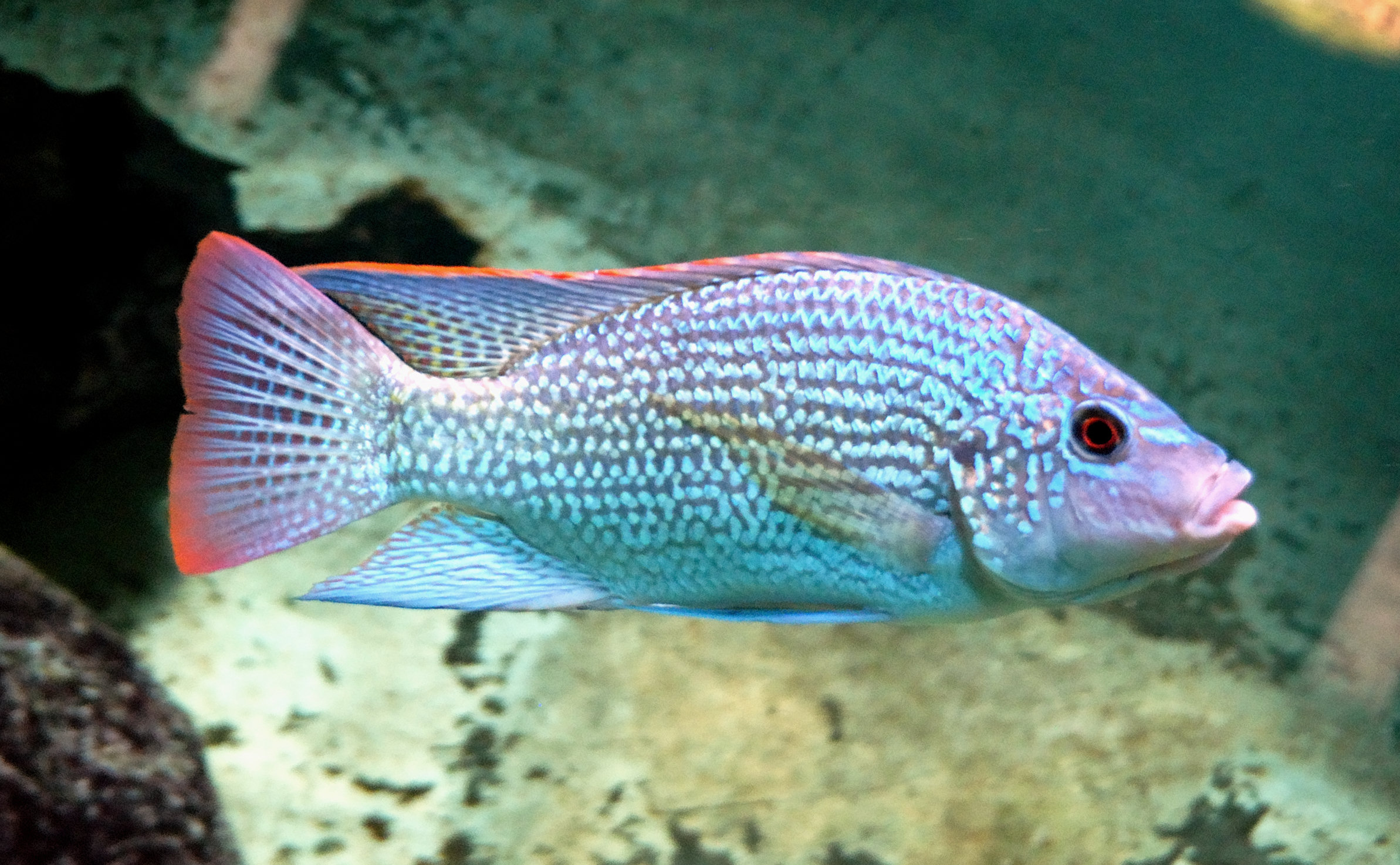
Oreochromis tanganicae